# Ida de Leeuw van Rees
Ida Jacoba Gilkens (beter bekend als Ida de Leeuw van Rees) (Amsterdam, 10 januari 1902 - Apeldoorn, 1 juli 1987) was een Nederlands modemaakster en omroepmedewerkster.
Zij begon haar loopbaan in 1921 als lerares op de modevakschool van mw. G.D. de Leeuw-van Rees. Toen zij twee jaar later met haar zoon Lucien de Leeuw trouwde, noemde zij zich voortaan De Leeuw van Rees (zonder streepje). Zij ontwikkelde een eigen systeem van knippatronen dat populair werd. Haar broer, die propagandist was bij de Hilversumsche Draadlooze Omroep, introduceerde haar bij directeur Willem Vogt. Deze voelde wel iets voor een knipcursus op de radio.
Op 19 oktober 1926 gaf De Leeuw van Rees haar eerste les in de ether. In 1928 ging zij mee over naar de AVRO. Zij bereikte zo'n grote populariteit dat haar cursussen eind jaren 30 ook op de NIROM, de omroep voor Nederlands-Indië, te beluisteren waren. In 1932 werd een recordaantal van 32.000 cursisten bereikt.
In mei 1940 werd zij door Vogt ontslagen, waarschijnlijk omdat haar man joods was en Vogt de bezetter niet voor het hoofd wenste te stoten. Maar toen de AVRO in 1946 weer terugkeerde, hervatte zij haar werk voor deze omroep. Daarnaast gaf zij leiding aan een modeacademie met vijftien dependances in het hele land, en trad zij op als "lady speaker" bij vele modeshows.

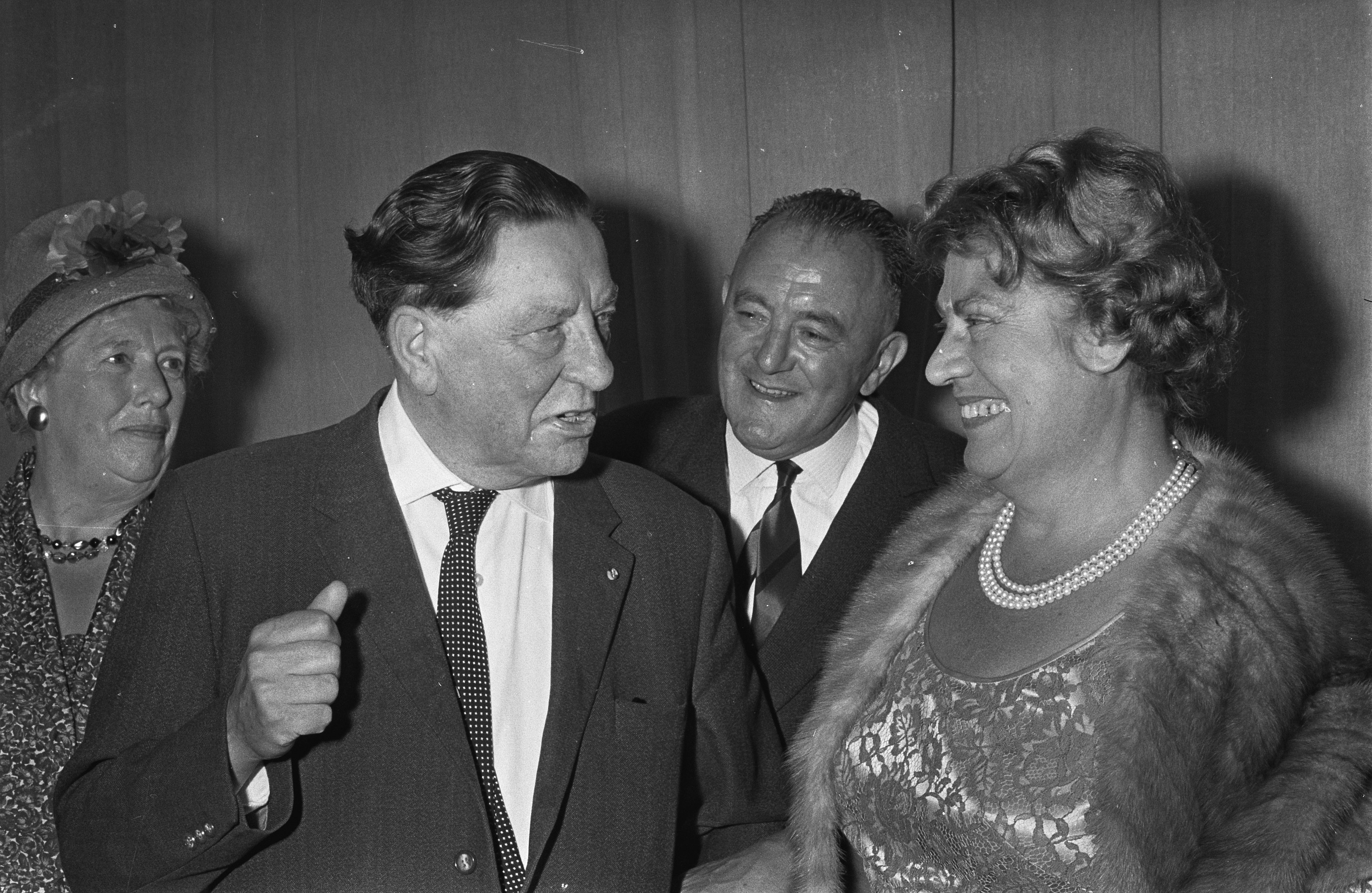
Willem Vogt en Ida de Leeuw van Rees bij het veertigjarig bestaan van de AVRO in 1963.

Vanaf 1960 nam de belangstelling echter af: er kwam steeds meer goedkope confectiekleding en zelf kleding maken werd steeds minder populair. Daarom beëindigde de AVRO (zeer tegen de zin van De Leeuw van Rees) de samenwerking: de laatste uitzending van haar programma Met naald en schaar vond plaats op 18 juni 1963. Zij nam emotioneel afscheid van de luisteraars.
Daarna bleef de modeacademie nog bestaan, maar de dependances sloten een voor een. In 1975 brandde het hoofdgebouw aan de Nieuwezijds Voorburgwal in Amsterdam, waar zij boven woonde, af. De laatste jaren woonde zij in Emst op de Veluwe. Na haar dood op 85-jarige leeftijd verdween het inmiddels achterhaalde De Leeuw van Rees-knipsysteem.
Ida de Leeuw van Rees was met haar hoge, wat geaffecteerde, stemgeluid een van de bekendste medewerkers uit de begintijd van de Nederlandse radio. Zij was de eerste Nederlandse vrouw met een rijbewijs. In Leiden is de Ida de Leeuwstraat in de wijk Stevenshofdistrict naar haar genoemd.  In Sint Jansteen in Zeeland is anno 2024 nog steeds een Modeacademie Ida de Leeuw van Rees gevestigd. 